# Astrothalamus
Astrothalamus es un género botánico con una especies de plantas de flores perteneciente a la familia Urticaceae.

## Especies seleccionadas
- Astrothalamus reticulatus